# 普兰皮耶-日沃丹
普兰皮耶-日沃丹（法語：Plaimpied-Givaudins，法語發音：[plɛ̃pje ʒivodɛ̃]）是法国谢尔省的一个市镇，位于该省中部，布尔日市区南部偏东，属于布尔日区和布尔日城市圈公共社区。该市镇于1842年由原市镇普兰皮耶（Plaimpied）和日沃丹（Givaudins）合并而成。

## 地理
普兰皮耶-日沃丹（46°59'55"N, 2°27'15"E）面积40.51 平方千米，位于法国中央-卢瓦尔河谷大区谢尔省，该省份为法国中部省份，北起卢瓦雷省，西接卢瓦-谢尔省和安德尔省，南至克勒兹省，东南接阿列省，东临涅夫勒省。
与普兰皮耶-日沃丹接壤的市镇（或旧市镇、城区）包括：布尔日、利赛-洛希、圣瑞斯特、塞讷赛、苏瓦昂塞普泰讷、特鲁伊。
普兰皮耶-日沃丹的时区为UTC+01:00、UTC+02:00（夏令时）。

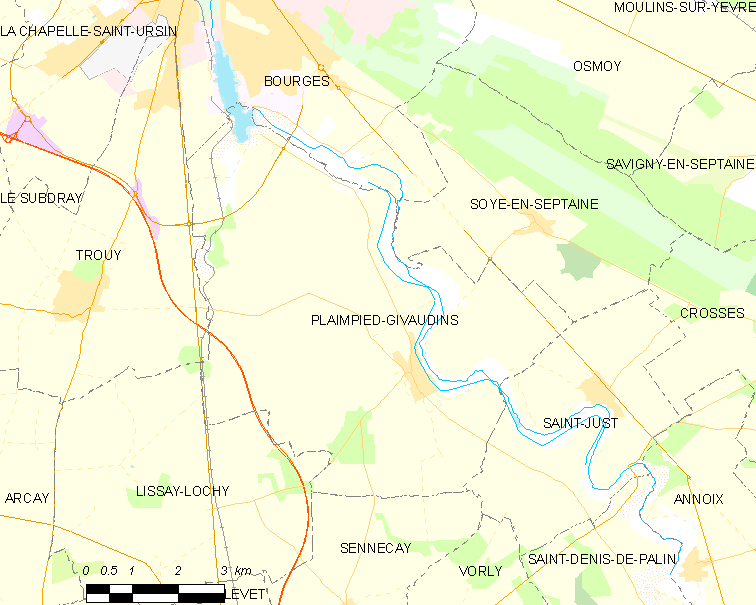
普兰皮耶-日沃丹的OSM定位图

## 行政
普兰皮耶-日沃丹的邮政编码为18340，INSEE市镇编码为18180。

## 政治
普兰皮耶-日沃丹所属的省级选区为特鲁伊县。

## 交通
谢尔省省道D31线、D46线、D106线和D217线经过普兰皮耶-日沃丹境内。

## 人口

1962-2008年间普兰皮耶-日沃丹人口变化图示

普兰皮耶-日沃丹于2022年1月1日时的人口数量为2104人。